# Nina (série télévisée)
Pour les articles homonymes, voir Nina.
Pour la série télévisée française diffusée depuis 2015, voir Nina (série télévisée, 2014).
Nina est une telenovela brésilienne en 142 épisodes, créée par Walter George Durst d'après l'œuvre de Galeão Coutiho et diffusée entre le 27 juin 1977 et le 14 janvier 1978 sur Rede Globo.